# Brent Liles
Brent Liles (ur. 7 września 1963, zm. 18 stycznia 2007 w Platentia, Kalifornia) – amerykański basista wpływowej grupy punkowej Social Distortion od roku 1981 do 1984, po czym opuścił ją wraz z perkusistą Derekiem O’Brienem. Liles kontynuował karierę w grupie Agent Orange, gdzie też w późnych latach 80. ponownie występował wspólnie z O’Brienem. Sporadycznie grał również na gitarze na potrzeby grupy Easter.
W 1983 pojawił się także w filmie dokumentalnym Another State of Mind. Występuje tam w godnej uwagi scenie, w której skopuje ze sceny niezrównoważonego fana.
Liles zmarł 18 stycznia 2007 na skutek potrącenia przez ciężarówkę w trakcie jazdy na rowerze. Social Distortion uczciło jego pamięć dobroczynnym koncertem dla rodziny zmarłego, który odbył się 8 marca na scenie Galaxy w Santa Ana w Kalifornii.
Brent Liles to czwarty muzyk Social Distortion, który zszedł z tego świata. Pozostali nieżyjący członkowie tej formacji to Chaz Ramirez (1993), Dennis Danell (2000) i Randy Carr (2002).